# Tempête du Dragon
Pour les articles homonymes, voir Tempête (homonymie).

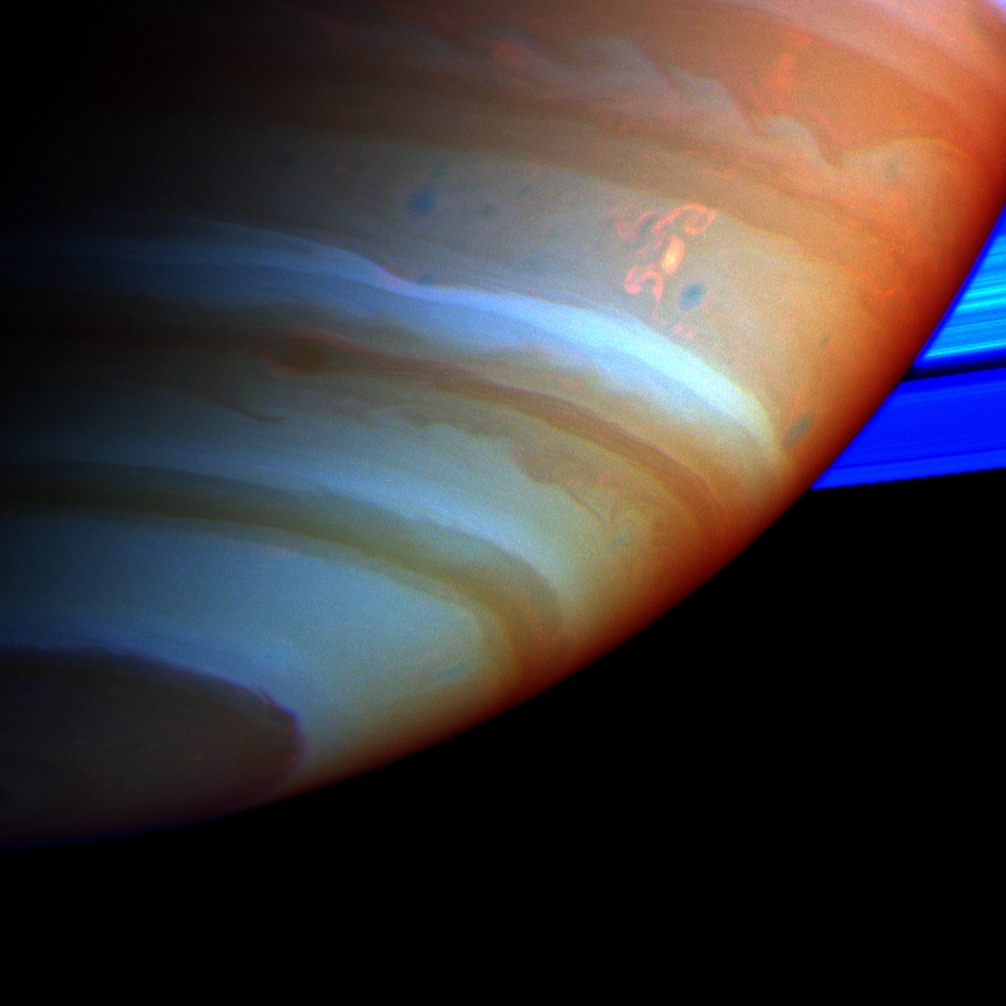
Photo de la tempête du Dragon prise par la sonde Cassini le 15 septembre 2004.

La tempête du Dragon (Dragon Storm en anglais, terme inventé par la NASA lors de sa découverte en raison de sa forme inhabituelle) est une tempête de convection de très grande ampleur  de longue durée qui a été observée dans l'hémisphère austral de Saturne le 15 septembre 2004 par la sonde Cassini. Cette tempête semble s'être déclarée depuis longtemps : périodiquement des éclairs spectaculaires émettent des colonnes blanches, qui ne sont détectables que lorsque la tempête passe du côté sombre de Saturne (ils sont indétectables sous la lumière du soleil). Elle est également une source importante de rayonnement radio.

## Source
- (es) Cet article est partiellement ou en totalité issu de l’article de Wikipédia en espagnol intitulé « Tormenta Dragón » (voir la liste des auteurs).